# Live (Usher)
Live è il primo album registrato dal vivo del cantante R&B statunitense Usher (il terzo complessivo), pubblicato nel 1999.

## Tracce
1. "My Way"
2. "Think of You"
3. "Come Back"
4. "Just Like Me - Lil' Kim"
5. "Don't Be Cruel (Intro)" (cover di Bobby Brown)
6. "Every Little Step"
7. "Rock Wit'cha"
8. "Roni"
9. "Pianolude"
10. "I Need Love"
11. "Tender Love"
12. "Bedtime"
13. "Nice and Slow"
14. "You Make Me Wanna"
15. "My Way [JD's Remix]"
16. "Nice and Slow [B-Rock's Basement Mix]"
17. "You Make Me Wanna [Tuff & Jam Dance Mix]"